# Daniel Vié
Pour les articles homonymes, voir Vié.
Daniel Vié, né le 25 avril 1925 et mort le 18 juin 1998, est un homme politique français.

## Détail des fonctions et des mandats
Mandat parlementaire
- 13 octobre 1980 - 23 juillet 1984 : Député européen